# Nell Sigland
Ragnhild Westgaard Sigland (født 13. november 1976), bedre kendt under hendes kunstnernavn Nell Sigland, er en norsk sanger fra Hamar, der er bedst kendt som forsanger for det norske gothic metal-band Theatre of Tragedy. Her erstattede hun Liv Kristine fra 3. juni 2004 frem til bandet blev opløst den 2. oktober 2010. Hun var også forsanger for det norske gothic rock-band The Crest, som blev grundlagt af hendes mand Kristian Sigland og hende selv i 1996. Hun har også medvirket som gæstesange på flere sange med Dark Tranquillity og Gothminster.
Oprindeligt sang hun jazz, men hun forlod denne genre i en alder af 19 år, som følge af for megen konkurrence i branchen.
Til daglig underviser hun som lærer i Hamar.

## Diskografi

### The Crest
Demoer
- Straightjacket Singalongs (1998)
- Childhood's End/Thorn (1999)
- Thunderfuel (1999)
- Dark Rock Armada (2000)

Albums
- Letters from Fire (2002)
- Vain City Chronicles (2005)

### Theatre of Tragedy
Albums
- Storm (2006)
- Forever Is the World (2009)

Singler
- Storm (2006)
- Deadland (2009)

EP'er
- Addenda (2010)

DVD'er
- Last Curtain Call (2011) (også live album)

### Gæsteoptrædener
- Gothminister – Gothic Electronic Anthems (2003) – Vokal på sangene "Hatred" og "Wish".
- Gothminister – Happiness in Darkness (2008) – Vokal på sangene "Your Saviour", "The Allmighty" og "Emperor".
- Dark Tranquillity - Fiction (2007) - Gæstevokal på "The Mundane and the Magic".
- Dark Tranquillity - Where Death Is Most Alive DVD (2009) - Gæstevokal på "The Mundane and the Magic" og "Insanity's Crescendo".
- Alight – Don't Fear the Revenge (2009) – Vokal på sangen "Your Bride".